# Sipho Thwala
Sipho Mandla Agmatir Thwala (né en 1968 à KwaMashu) est un violeur et un tueur en série sud-africain condamné en 1999 à 506 ans de prison pour les meurtres de 19 femmes et pour 10 viols. Thwala a été connu sous le surnom « l'étrangleur de Phoenix ». Cet homme de près de 40 ans détestait les femmes. Intelligent et cultivé, il vivait pourtant dans une cabane au fond d'un township.

## Biographie
Né et élevé à KwaMashu, Sipho Thwala provient d'un milieu rural. Il n'a jamais connu son père et, son beau-père, violent, l'abandonna lorsqu'il n'était qu'un enfant. Sa mère était la figure dominante de la famille, mais elle ne l'aimait pas beaucoup. Il était turbulent et elle dut lui apprendre à se tenir tranquille et à être discipliné.
Il commença à travailler dès l'adolescence et fit de nombreux petits boulots. Il ne gardait jamais un emploi plus d'un mois.
Thwala a eu une concubine qui tomba enceinte, mais avorta sans le prévenir. De cette expérience, il ne conserva que de la rancœur envers cette dernière, de la colère et de la tristesse.
D'après ses proches, c'était un homme calme, solitaire et introverti. Après l'avortement de son amie, son caractère changea brusquement. Sous des airs calmes, il lui arrivait parfois de se mettre très en colère.

## Crimes et châtiment

### Crimes
Il a commencé ses viols et sa série de meurtres en 1996 dans la province KwaZulu-Natal. Son mode de fonctionnement était de leurrer les femmes indigènes dans le but de les amener dans des plantations de canne à sucre de Mount Edgecombe (en) près de la ville de Phoenix (en) au nord de Durban, avec la promesse d'un emploi comme domestique dans un hôtel.
Une fois que le couple était profondément avancé dans la plantation de canne à sucre, Thwala assommait les femmes et, suivant un rituel précis, les attachait avec leurs propres sous-vêtements, les violait en les étranglant. Après, il mettait le feu aux plantations de canne dans l'espoir de détruire toute preuve physique de son attaque.
Sipho Thwala a été arrêté le 14 août 1997 après que la police sud-africaine eut fait correspondre l'ADN trouvé sur les victimes à celle de Thwala en 1994, où il avait été arrêté et acquitté d'un viol.
Le 31 mars 1999, la Cour d'appel de Durban, en Afrique du Sud, a déclaré Sipho Thwala coupable de 16 meurtres et de 10 viols, et l'a condamné à 506 ans en prison.

## Documentaires télévisés
- « L'étrangleur de Phoenix » dans Ces crimes qui ont choqué le monde sur Numéro 23 et sur RMC Découverte.